# Hamadryas megala
Hamadryas megala är en fjärilsart som beskrevs av Hans Fruhstorfer 1916. Hamadryas megala ingår i släktet Hamadryas och familjen praktfjärilar. Inga underarter finns listade i Catalogue of Life.